# Marshall Wayne
Marshall Wayne (Estados Unidos, 25 de mayo de 1912-16 de junio de 1999) fue un clavadista o saltador de trampolín estadounidense especializado en plataforma de 10 metros y trampolín de 3 metros, donde consiguió ser campeón y subcampeón olímpico en 1936, respectivamente.

## Carrera deportiva
En los Juegos Olímpicos de 1936 celebrados en Berlín (Alemania) ganó la medalla de  en los saltos desde la plataforma de 10 metros, con una puntuación de 113 puntos, por delante de su compatriota Elbert Root y del alemán Hermann Stork; y también ganó la medalla de plata en el trampolín de 3 metros, tras su paisano estadounidense Richard Degener y por delante de otro compatriota Alan Greene.